# Freemium

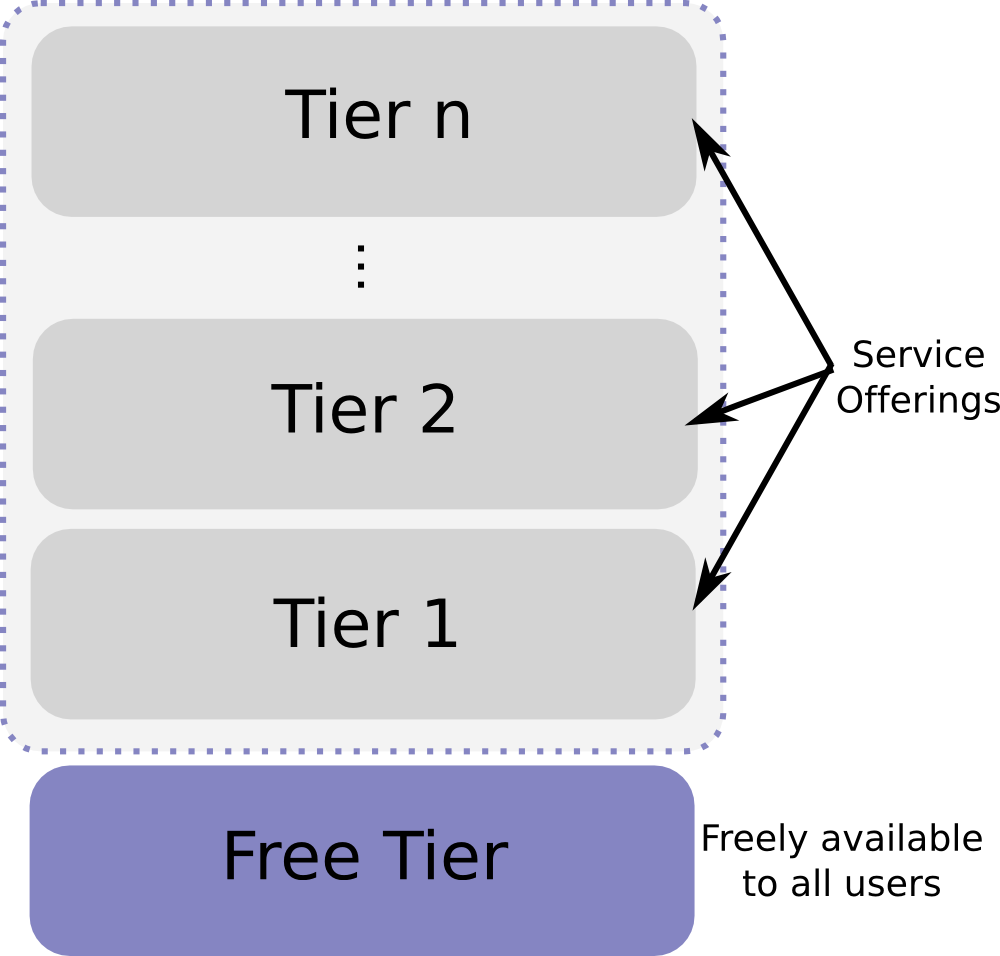
Fig.1 Esquema de capes del model Freemium

Freemium és un model de negocis que funciona oferint serveis bàsics gratuïts, mentre es cobra per uns altres més avançats o especials. La paraula «freemium» és una contracció en anglès de les dues paraules que defineixen el model de negocis: «free» i «premium». Aquest model de negoci ha guanyat popularitat amb el seu ús per part de les companyies relacionades amb la Web 2.0.
El capitalista Fred Wilson va popularitzar el model de negoci freemium el 23 de març de 2006:
| « | (anglès) Give your service away for free, possibly ad supported but maybe not, acquire a lot of customers very efficiently through word of mouth, referral networks, organic search marketing, etc, then offer premium priced value added services or an enhanced version of your service to your customer base. | (català) Ofereixi el seu servei de franc, possiblement recolzat per publicitat però potser no, adquireixi molts clients gràcies al boca a boca, a través de recomanacions, màrqueting de cercadors, etc., i després ofereixi serveis pagats de valor afegit o una versió potenciada del seu servei a la seva base de clients. | » |

Després de descriure el seu model de negoci, Wilson va demanar suggeriments sobre com anomenar-lo. En unes hores, ja tenia més de 30 suggeriments de noms dels lectors del seu blog. Un dels suggeriments va ser de Jarid Lukin, d'Alacra, una de les companyies de la cartera de Wilson. Lukin va encunyar el terme "freemium" i Wilson i els seus seguidors ho van adoptar com a nom del seu model comercial. El terme ha aparegut des de llavors relacionat amb el negoci del 2.0 i ha estat utilitzat per bloguers importants com Chris Anderson o Tom Evslin.